# Xã Vernon Center, Quận Blue Earth, Minnesota
Xã Vernon Center (tiếng Anh: Vernon Center Township) là một xã thuộc quận Blue Earth, tiểu bang Minnesota, Hoa Kỳ. Năm 2010, dân số của xã này là 262 người.